# 10018 Lykawka
10018 Lykawka eller 1979 MG4 är en asteroid i huvudbältet som upptäcktes den 25 juni 1979 av de båda amerikanska astronomerna Eleanor F. Helin och Schelte J. Bus vid Siding Spring-observatoriet. Den är uppkallad efter Patryk Sofia Lykawka .
Asteroiden har en diameter på ungefär 11 kilometer och den tillhör asteroidgruppen Themis.